# Bibliologia (teologia)
Bibliologia, derivado de bíblion (bíblion, "rolo" ou "livro", diminutivo de "byblos", “papiro egípcio”, provavelmente do nome da cidade de onde esse material era exportado para a Grécia, Biblos, atual Jbeil, no Líbano) e logia (do grego antigo λόγος, logos, dicurso), é um dos campos de estudos da Teologia Sistemática que se ocupa do estudo da Bíblia, desde a sua origem, estrutura, formação, inspiração e história.
O objetivo destes estudos é fornecer informações importantes sobre a História da Bíblia, a sua formação e preservação baseada nos testemunhos dos profetas, apóstolos e de Jesus Cristo, procurando demonstrar por meio da própria Bíblia e por relatos históricos, a realidade dos fatos.
Existe a bibliologia relacionada à analise dos livros e de sua formação como um todo e o estudo somente das escrituras sagradas.
Na bibliologia são estudados assuntos como: divisão da bíblia (antigo e novo testamento), capítulos, versiculos, autores, etc.

## Temas de estudos
Os estudos de Bibliologia envolvem os seguintes temas principais:
- Autoridade
- Revelação
- Inspiração
- Canonicidade
- Iluminação
- Reinterpretação